# Айгуль-Таш
Айгуль-Таш (кирг. Айгүл-Таш) — село в Баткенском районе Баткенской области Кыргызстана. Входит в состав Суу-Башынского айылного аймака.

## География
Село расположено в центральной части области, на расстоянии приблизительно 12 километров (по прямой) к юго-востоку от города Баткена, административного центра области и района.

## Население
Согласно оценочным данным Национального статистического комитета Кыргызской Республики, численность населения села на начало 2023 года составляла 362 человека.
| год     | 2009 | 2014 | 2015 | 2020 | 2021 | 2023 |
| ------- | ---- | ---- | ---- | ---- | ---- | ---- |
| человек | 625  | 206  | 208  | 272  | 354  | 362  |